# Hellingproef (rijexamen)
De hellingproef is een onderdeel uit het rijexamen, en bestaat erin een auto zonder achteruit te rollen vanuit stilstand vanaf een helling bergop te laten wegrijden. Dit kan worden gedaan met het rempedaal, maar ook met de handrem, afhankelijk van hoe steil de helling is.

## Uitvoering
In de beginsituatie staat de auto stil, op de voetrem of handrem. Men zet de auto in de eerste versnelling, laat de koppeling langzaam opkomen tot het aangrijpingspunt, laat de rem los en geeft gas bij met het gaspedaal, waarna het voertuig langzaam begint te rijden.